# Clovis (Californië)
Clovis is een stad in Fresno County in Californië in de VS.

## Geografie
Clovis bevindt zich op 36°49′10″noorderbreedte, 119°41′41″westerlengte. De totale oppervlakte bedraagt 44,3 km² (17,1 mijl²), wat allemaal land is.

### Plaatsen in de nabije omgeving
De onderstaande figuur toont nabijgelegen plaatsen in een straal van 24 km rond Clovis.

## Demografie
Volgens de census van 2000 bedroeg de bevolkingsdichtheid 1544,1/km² (4000,2/mijl²) en bedroeg het totale bevolkingsaantal 68.468, dat bestond uit:
- 75,82% blanken
- 1,90% zwarten of Afrikaanse Amerikanen
- 1,50% inheemse Amerikanen
- 6,49% Aziaten
- 0,16% mensen afkomstig van eilanden in de Grote Oceaan
- 9,50% andere
- 4,64% twee of meer rassen
- 20,27% Spaans of Latino

Er waren 24.347 gezinnen en 17.675 families in Clovis. De gemiddelde gezinsgrootte bedroeg 2,79.

## Economie

### Grootste werkgevers
Volgens het jaarverslag 2014 van de stad zijn de grootste werkgevers van de stad:
| #  | Werkgever                      | # Werknemers |
| -- | ------------------------------ | ------------ |
| 1  | Clovis Unified School District | 5.760        |
| 2  | Clovis Community Hospital      | 1.513        |
| 3  | Pelco                          | 992          |
| 4  | Wawona Frozen Foods            | 943          |
| 5  | Walmart                        | 697          |
| 6  | City of Clovis                 | 656          |
| 7  | Target                         | 387          |
| 8  | Savemart                       | 261          |
| 9  | Costco                         | 255          |
| 10 | Anlin Industries               | 249          |

## Verkeer en vervoer
De SR 168 loopt door de stad en vormt een aansluiting op het state highwaynet van Californië. Verder zorgt de weg ook voor een verbinding met het noordelijker gelegen gebied met onder andere Huntington Lake en met Fresno in het zuidwesten.

## Bekende inwoners
- Chris Colfer, zanger, acteur en auteur.
- Bryson DeChambeau, 2015 U.S. Amateur golf kampioen.
- Aaron Hill, acteur